# 圣安杰洛

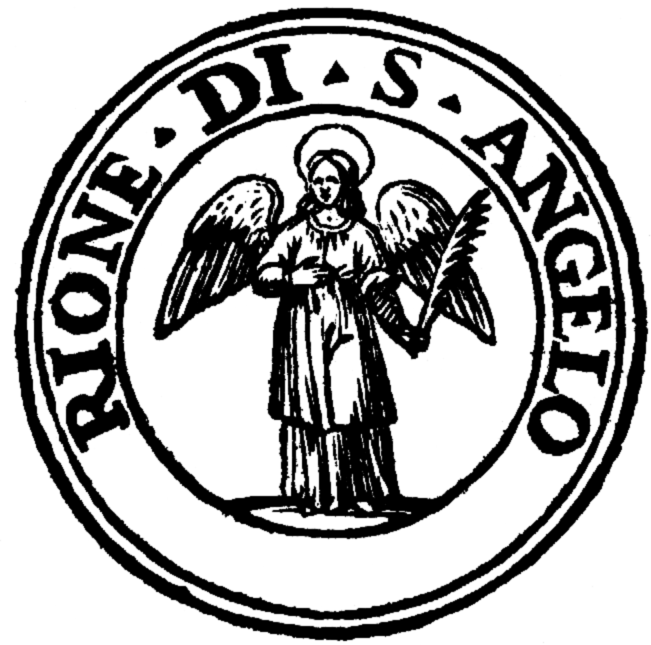
区徽

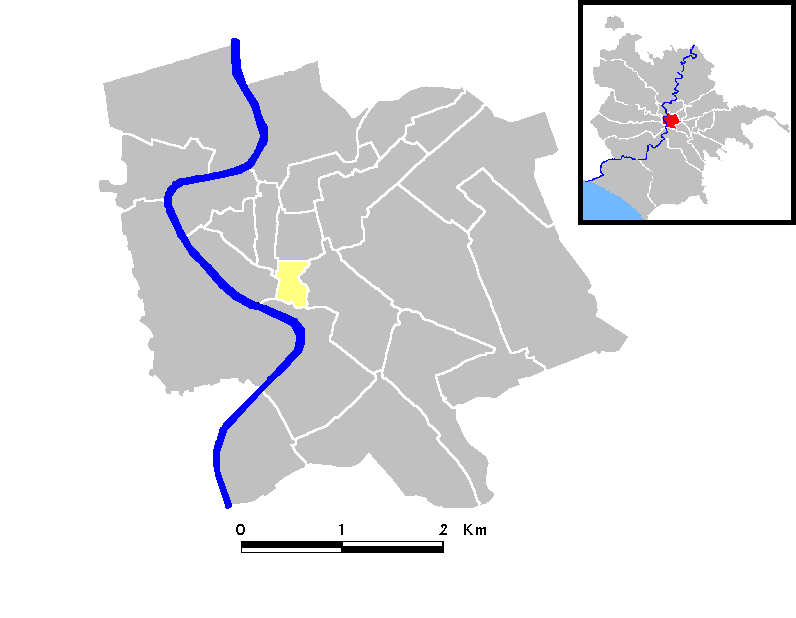
位置

圣安杰洛（義大利語：Sant'Angelo）是罗马的第十一区。其区徽是红色背景中的一位天使，左手持棕树枝。在另一版本中，右手持剑，左手拿天平。
该区是罗马最小的一个区，位于台伯岛以东，毗邻雷戈拉、圣尤斯塔基奥、皮尼亚、坎皮特利和里帕等区。西界为台伯河。
该区地势低平，易受洪水影响。该区的北部街道狭窄，主要是住宅区，南部仍保持强烈的犹太人居住区氛围。 

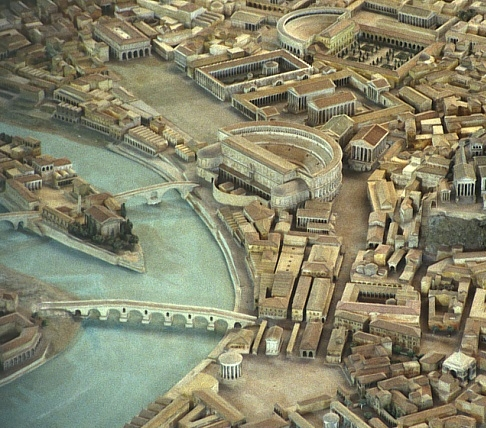
古罗马时代

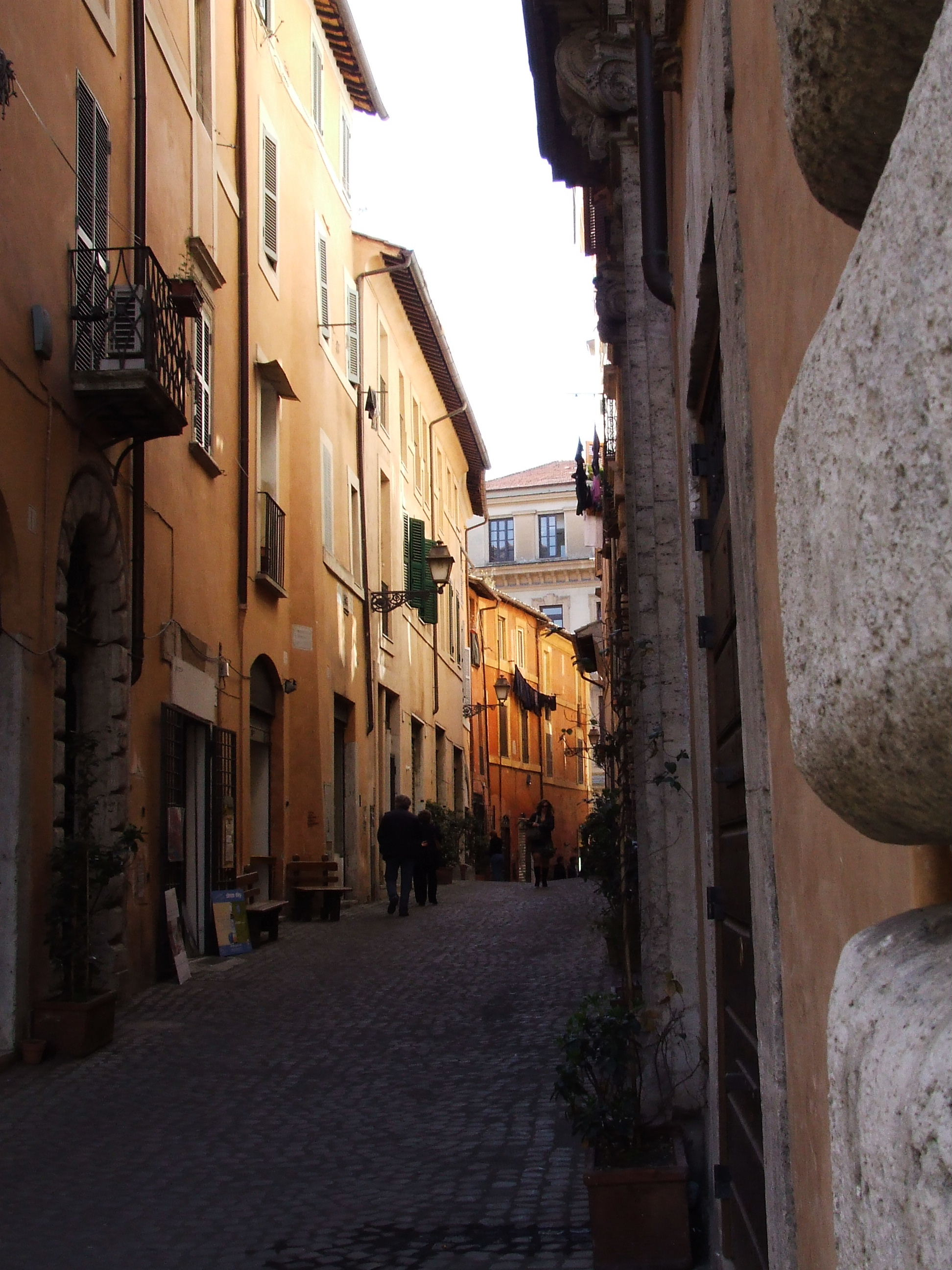
Via dei Falegnami

## 名胜
- 马切罗剧场
- 烏龜噴泉
- 羅馬大猶太會堂